# 车家营子站
车家营子站是位于内蒙古自治区兴安盟科尔沁右翼中旗额木庭高勒苏木车家营子嘎查的一个铁路车站，邮政编码29423。车站建于1981年，有通霍铁路经过该站，现仅办理货运，不办理客运业务，车站及上下行区间均已电气化。车站距离通辽站277公里，隶属沈阳铁路局霍林郭勒车务段，是四等站。